# Adolf Scherbaum
Adolf Scherbaum, né le 23 août 1909 et mort le 2 août 2000, est un trompettiste allemand. C'était un spécialiste de la trompette piccolo, reconnu comme un virtuose et un maître de son instrument.

## Carrière
Il naît à Egra (alors Eger dans l'Empire austro-hongrois, aujourd'hui Cheb en République tchèque) dans une famille allemande des Sudètes. Il fait ses études au Conservatoire de Prague et à Vienne chez le professeur Dengler. Il devient successivement trompettiste solo de l'Orchestre de l'Opéra de Brno (1931-1939), de l'Orchestre philharmonique allemand de Prague (1939-1941) dont le chef d'orchestre est alors Joseph Keilberth, puis de l'Orchestre philharmonique de Berlin (1941-1945) dont le chef est alors Wilhelm Furtwängler.
Après le chaos qui a suivi la Seconde Guerre mondiale, il est nommé professeur à l'École de musique de Bratislava puis revient en Allemagne pour faire partie de l'Orchestre de la NDR de Hambourg (1951-1967). Il enseigne aussi à l'École de musique de la Sarre (Sarrebruck).
Il fonde un ensemble baroque avec lequel il joue quatre cents fois le deuxième concerto brandebourgeois. Il crée une manufacture de trompettes où il fabrique une trompette à pavillon détachable munie d'une embouchure à trois parties. En 1955, il crée le concerto pour trompette de Bernd Alois Zimmermann.
En 1962-1963, Scherbaum fait des tournées en Amérique du Nord où il se produit comme soliste avec divers orchestres.
Maurice André lui rend ainsi hommage: « beaucoup me suivent mais je n'ai qu'un prédécesseur Adolf Scherbaum à qui je dois tout, mon style s'est formé sur le sien. Scherbaum a été l'une de mes idoles ».